# Calimocho (singolo)
Calimocho è un singolo del rapper italiano Vacca, pubblicato il 14 novembre 2018 come unico estratto dal nono album in studio Don Vacca Corleone. Il titolo fa riferimento all'omonima bevanda alcolica.

## Video musicale
Il videoclip è stato pubblicato il 14 novembre 2018 sul canale YouTube del rapper.